# Agrypon caribbaeum
Agrypon caribbaeum är en stekelart som beskrevs av Bland 1984. Agrypon caribbaeum ingår i släktet Agrypon och familjen brokparasitsteklar. Inga underarter finns listade i Catalogue of Life.